# Vendetagainst
«Vendetagainst» es una canción de la banda de rock/grunge alternativo Nirvana. La canción también es conocida con títulos como Help, Help Me y Help Me, I'm Hungry, y fue oficialmente realizada en el boxset de 2004 With the Lights Out bajo ese título. Puede que el nombre correcto de la canción sea Vendetagainst. Se cree que los otros nombres fueron inventados por personas que vendían bootlegs. El Libro Journals contiene una página con una lista de canciones, con un nombre listado como "Vendetagainst", también puede ser que haya sido un tÍtulo temprano para la canción.

## Historia de la canción
"Vendetagainst" fue escrita en principios de 1987 por Kurt Cobain. La canción fue tocada por primera vez el 6 de mayo de ese mismo año en la KAOS Olympia Community Radio en el Evergreen State College en Olympia, Washington. El show también marcó la que fue la primera grabación profesional de Nirvana, que sirvió como un demo para la banda en los meses siguientes. Una lista de canciones de este show fue publicada en el libro Come as You Are: The Story of Nirvana (ISBN 0-385-47199-8).
El show después estuvo disponible en muchos círculos de intercambio. Por razones desconocidas, ninguna tenía la última canción, que fue de acuerdo a la lista de canciones, "Vendetagainst".
Nirvana continuó tocando la canción en vivo en los conciertos en los siguientes años. Hay cinco grabaciones conocidas:
- 5 de noviembre de 1989, en Melkweg de Ámsterdam, Países Bajos.
- 8 de noviembre de 1989, en Rose Club de Köln, Alemania.
- 22 de noviembre de 1989, en U4 de Vienna, Austria.
- 25 de septiembre de 1991, en Club Babyhead de Providence, Estados Unidos
- 28 de septiembre de 1991, en Marquee Club de Nueva York, Estados Unidos

Hay una versión de esta canción, tocada durante un concierto en Nueva York el 28 de septiembre, de 1991. Esta versión es conocida como "Come on Death", pero este es un nombre de Bootleg.
En uno de los collages de audios hechos por Cobain a fines de los 80's, en particular la versión larga de "Montage of heck" hay un pequeño clip con una versión acústica de la canción.

## Distribución y eventual publicación
Todas esas grabaciones aparecen en muchos bootlegs. Como los distribuidores ilegales no sabían el nombre de la canción, ellos inventaron un nombre comenzando la palabra "Help". El jam fue conocido con el nombre "Help Me - Dead Jam", pero también es conocido bajo nombres como "Come On Death" y "Improvisation". Por años, se pensó que "Help Me" y "Vendetagainst" eran dos canciones completamente diferentes. "Vendetagainst" era una canción misteriosa y no publicada. "Vendetagainst" era conocida por haber sido tocada durante el show en la KAOS Olympia Community Radio el 17 de abril de 1987 por haber sido mencionada por Cobain en el libro Journals en la página 78 (ISBN 1-57322-232-1).
"Fue Una gran sorpresa que la última canción del show del 17 de abril de 1987 eventualmente apareciera (y fuera oficialmente realizada) en el box set With the Lights Out. Una Canción que fue titulada "Vendetagainst" de acuerdo a la mencionada lista de canciones. Extrañamente el Boxset lista la canción como "Help Me, I'm Hungry", causando confusión entre los fanáticos. Como siempre puede ser notado que, que como muchos otros álbumes póstumos de Nirvana, With the Lights Out contiene muchos errores en sus cuadernillos. En la versión oficialmente realizada, Cobain puede ser escuchado cantando "Mommy has a vendetta 'gainst Daddy (Mama tiene una vendetta contra Papa." Tomando esto en cuenta, es más probable que el título de la canción sea, "Vendetagainst".